# アカタコノキ

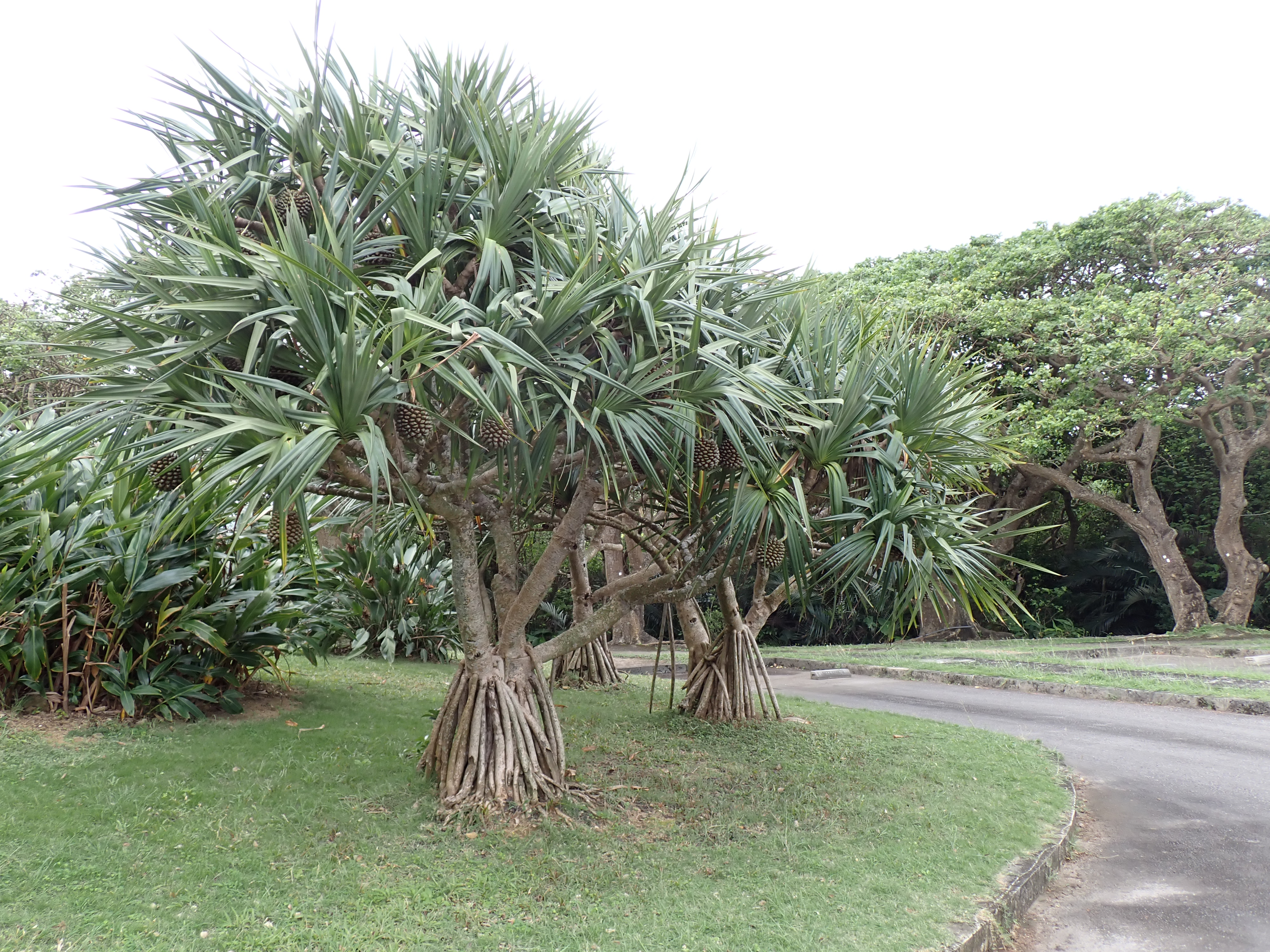
アカタコノキ（2024年12月 沖縄県石垣市 玉取崎）

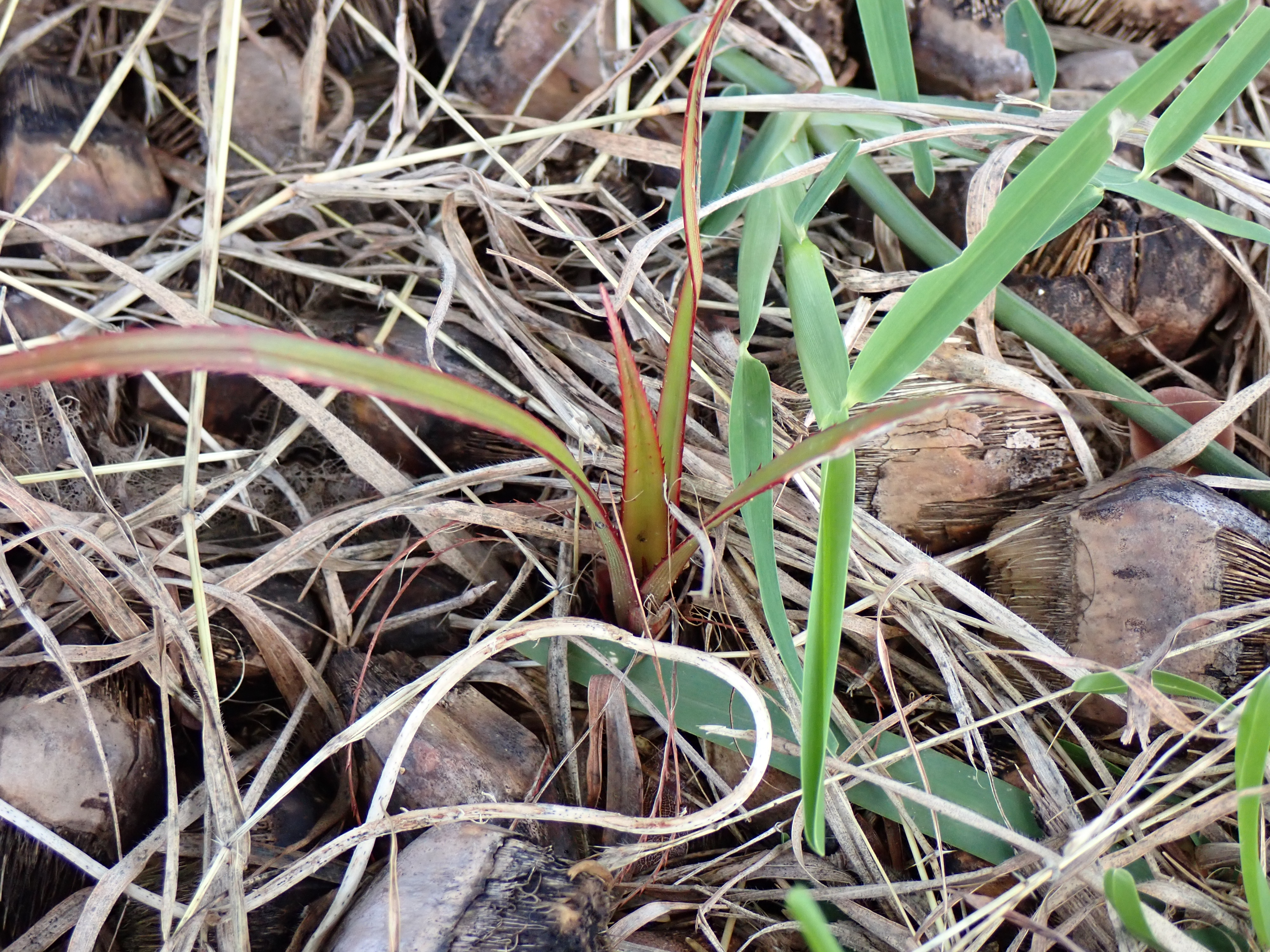
株元に落ちた種子から発芽（2024年4月 沖縄県石垣市）

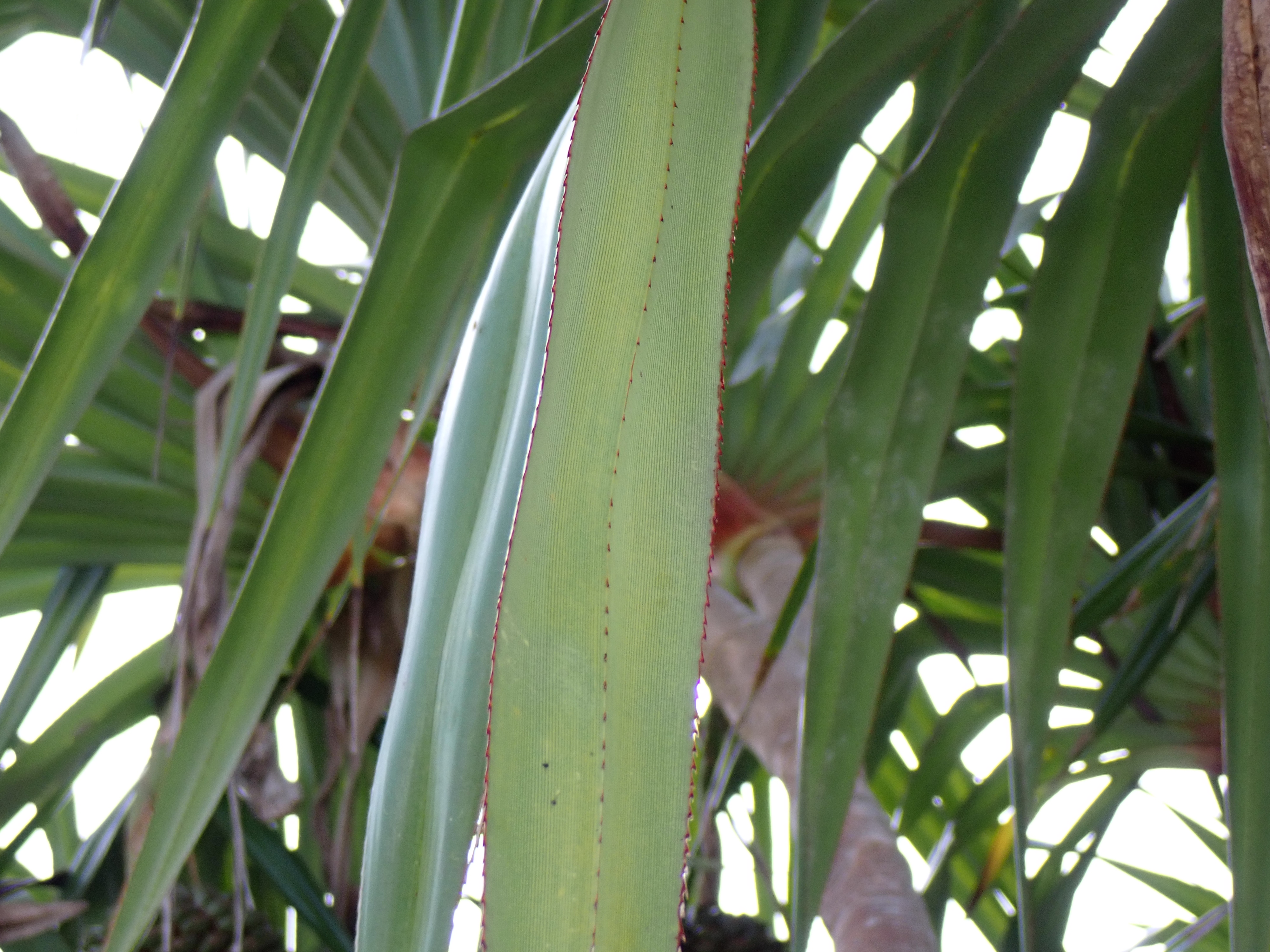
葉縁と葉裏中肋の赤い鋸歯（2024年4月 沖縄県石垣市）

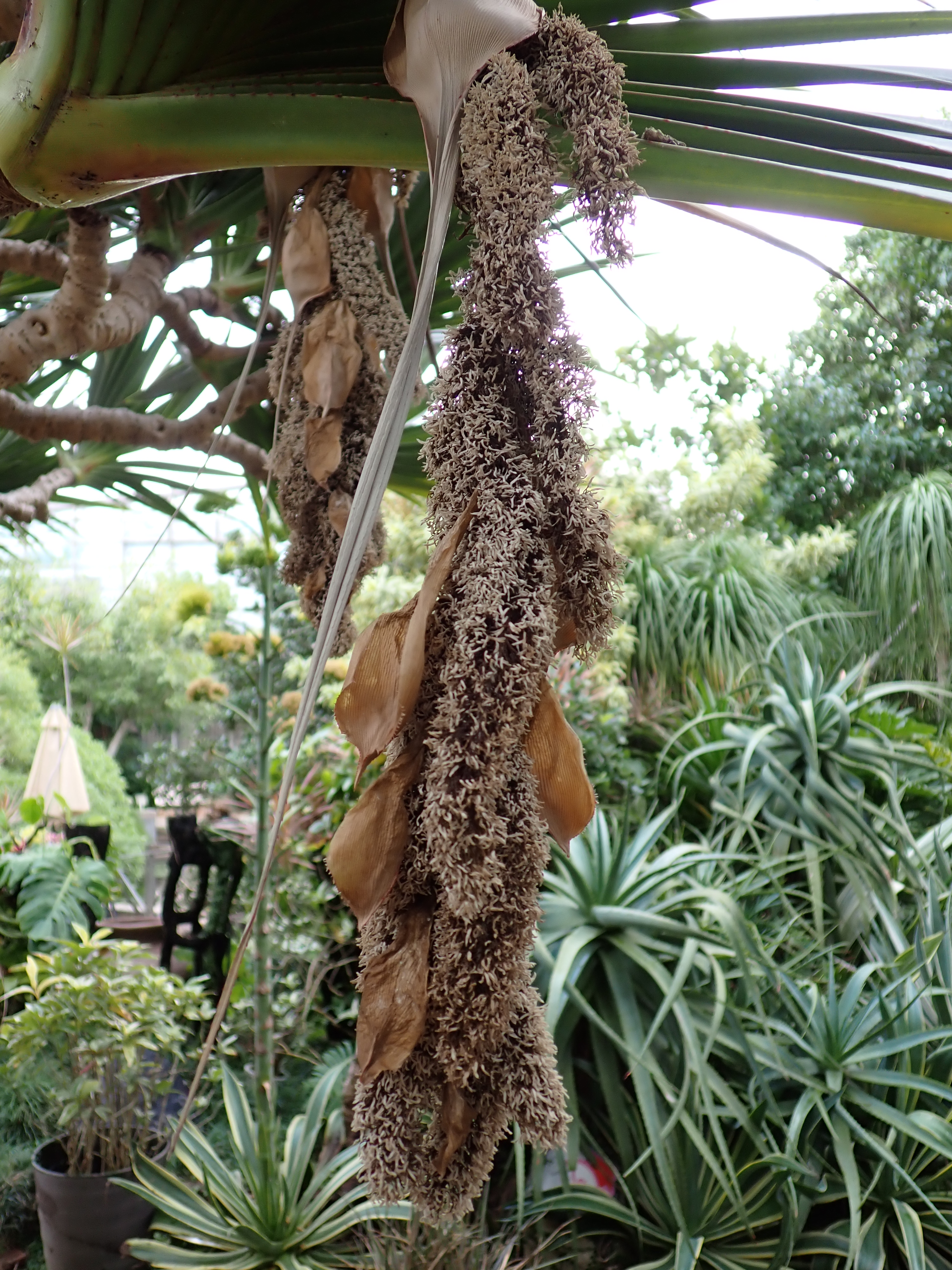
雄花（2025年1月 沖縄県本部町 熱帯ドリームセンター）

アカタコノキ（別名　ビヨウタコノキ、ビョウタコノキ、学名：Pandanus utilis）はタコノキ科タコノキ属の常緑小高木。

## 特徴
雌雄異株。高さ2–6 mのものが多いが、原産地では20 mに達する。株元は単幹だが上方で分枝し、基部には気根が伸びて支柱根となる。葉は長さ50–100 cm、幅5–10 cmで、アダンやタコノキより広く短い葉が枝先にらせん状につく（英名の由来）。葉縁と葉裏の中肋上に赤褐色の細かく鋭い鋸歯があり、和名はこの赤いトゲに由来する。花は黄白色で夏に咲く。集合果は100個近くの核果からなり、長さ15–20 cm前後で茎頂から垂れ下がる。核果は外側が緑色で内部は橙色、先がやや尖る扁平な形で、秋～冬に実る。小笠原に自生するタコノキに似るが、実が大型で先端の形が異なる。

## 分布と生育環境
マダガスカル東方沖のマスカリン諸島原産。

## 利用
樹形が美しく、街路樹、公園樹、庭園樹として各地で植栽される。実生、株分け、挿し木で繁殖可能。日当たりが良く、腐植質に富み、排水の良い砂混じりの土壌が植栽に適する。耐潮・耐風性が強く栽培は容易。病虫害は少ない。葉は屋根葺き、籠、敷物、手芸品に利用される。果実は可食だが味はなく、海外では調理して食される。